# ميجلوستات
ميجلوستات (Miglustat)، الذي يباع تحت الإسم التجاري زافيسكا (Zavesca)، هو دواء يستخدم لعلاج مرض غوشيه من النوع الأول (GD1) ومرض نيمان-بيك من النوع سي (NPC).  و يؤخذ عن طريق الفم. 
تشمل الآثار الجانبية الشائعة لهذا العقار على: فقدان الوزن، و الارتعاش، و الإسهال، و زيادة الغازات المعوية، و آلام البطن.  إضافة إلى ذلك، فقد تشمل الآثار الجانبية الأخرى اعتلال الأعصاب الطرفية و انخفاض الصفائح الدموية.  أما السلامة أثناء الحمل فغير واضحة تماما.  إنه مثبط لإنزيم جلوكوزيل سيراميد سينثاز. 
تمت الموافقة على ميجلوستات للاستخدام الطبي في أوروبا في عام 2002 و في الولايات المتحدة في عام 2003.   إنه متاح كدواء مكافيء. ففي المملكة المتحدة، تبلغ تكلف أربعة أسابيع من الدواء هيئة الخدمات الصحية الوطنية حوالي 3400 جنيه إسترليني اعتبارًا من عام 2021.  و يكلف هذا المقدار في الولايات المتحدة حوالي 23 ألف دولار أمريكي. 